# Daniel Cuiller
Daniel Cuiller est un violoniste français, spécialisé dans les répertoires historiques, alliant pratique sur instruments anciens, recherche appliquée, diffusion et production discographique.
Il dirige l'Ensemble Stradivaria, orchestre spécialisé dans le répertoire baroque et classique depuis sa création en 1987.

## Biographie
À la suite de son apprentissage classique au violon et porté par certaines rencontres dans le monde musical, Daniel Cuiller se tourne vers l’interprétation de la musique ancienne.
Premier violon de l'orchestre des Arts Florissants entre 1982 et 1986, il a dirigé l’Arion Orchestre Baroque de Montréal, avec lequel il reçoit en 2006, le Prix Opus du meilleur enregistrement et le Prix Opus du meilleur concert de l’année, au Québec.

### Directeur artistique de Stradivaria
À la suite de la fondation d’un premier ensemble, l'Ensemble Baroque de France en 1982, Daniel Cuiller s’installe à Nantes. En 1987, il prend la direction artistique de l'Ensemble Stradivaria qui émane de cette première formation. Par la suite, Stradivaria devient Stradivaria - Ensemble baroque de Nantes.

### Transmission
Il obtient le Certificat d'Aptitude national à l'enseignement artistique en 1978, et devient titulaire au Conservatoire à rayonnement régional de Nantes.  
Cette carrière de professeur le conduit à impulser un mouvement pédagogique auprès d'autres Conservatoires régionaux (Angers, Brest, Caen, Rouen, Metz, Nancy, Cergy…) et nationaux (CNSMD de Paris et Lyon) ainsi qu’à Prague, aux Rencontres de l’Escorial, et à l’Académie Internationale de Sablé (1992-2002). 
Daniel Cuiller a dirigé des projets autour de la musique ancienne et a animé des classes de maître à l'international, plus particulièrement en Asie (entre 1993 et 2017). 
Il s’implique par ailleurs auprès d'une diversité de publics sur le territoire français afin de leur transmettre sa passion pour la musique baroque (Fonds de dotation de La Folle Journée).
En 2018, Daniel Cuiller se voit décerner le grade de Chevalier de l’Ordre des Arts et des Lettres, par la Ministre de la culture et de la communication.

## Créations
Après avoir interprété et enregistré sur instruments historiques diverses œuvres instrumentales (Concertos de Jean-Marie Leclair, Sonates de Corelli…), ses recherches sur la musique vocale l'ont amené à exhumer en 2000 les Leçons de Ténèbres de Franz Xaver Richter, ainsi que trois Stabat mater italiens, de Girolamo Abos, Giuseppe Tartini et Quirino Gasparini en 2002.
En 2008, il restitue la tragédie lyrique Pirame et Thisbé de François Rebel et François Francœur, dont la production, en collaboration avec Angers-Nantes Opéra, résulte de ses recherches à la Bibliothèque nationale de France.
Daniel Cuiller écrit la musique de scène de Galantes Scènes, spectacle coproduit en 2010 par Angers-Nantes Opéra, l'Ensemble Stradivaria et la compagnie théâtrale Leporello (Bruxelles). Cette production est suivie d’une tournée en France et en Belgique (120 dates).
Séduit par le répertoire du siècle des Lumières, il restitue trois Te Deum datant du XVIIIe siècle (Henry Madin, Esprit-Antoine Blanchard et François Colin de Blamont), composés entre 1742 et 1745. Ces œuvres, créées pour quatre voix solistes, chœur et orchestre, sont réinterprétées à la Chapelle Royale de Versailles entre 2015 et 2018.

## Discographie
Sa discographie en solo sur instrument original rejoint une vingtaine d’enregistrements réalisés à la direction de Stradivaria (Universal, Cyprès, K617, Mirare, Alpha et Château Versailles Spectacles), projets consacrés à la musique ancienne,.

### Soliste
- Sonates de Giovanni Battista Fontana
- Corelli & Co
- Fantaisies de Georg Philip Telemann
- Michel Corrette,
- Giovanni Battista Pergolèse

### Avec le Pariser Quartet
- Telemann Quatuors Parisiens vol. 1[9]
- Allègrement du Quatuor n°8
- Monteclair : Concerts & Cantates Françaises, avec Jacqueline Nicolas[10]

### Avec Stradivaria
- Jean-Marie Leclair,Concertos n°1,2,3, 4, 5 de l'opus 7 et n°1,2 et 6 de l'opus 10. 2 CD Accord 1988 et 1991
- Coffret du 30e anniversaire de Stradivaria
- Marc-Antoine Charpentier, Motets pour la Semaine Sainte, H.228, H.229, H.230, Messe à quatre Chœurs H.4.Studio de Musique ancienne et l'Ensemble Stradivaria, dir. Christopher Jackson. SACD ATMA baroque 2005

#### Label Adès
- Concertos comiques de Michel Corrette, Diapason d'or
- Les Fantaisies pour violon sans basse de Georg Philip Telemann
- Concertos pour Orgue de John Stanley
- Stabat Mater / Salve Regina de Giovanni Battista Pergolese, Choc Le Monde de la Musique, ffff Télérama
- L'Armonica, Cantate pour soprano et armonica de verre de Johann Adolph Hasse
- Concertos et symphonies pour Prague de Jan Dismas Zelenka
- Les 6 premières Symphonies de Jiri Antonin Benda

#### Label Adda
- Pasticcio Per Il Castrato Gaetano Guadagni de Christoph Willibald Gluck, Georg Friedrich Haendel, Niccolo Piccini et Johann Adolph Hasse

#### Label K617
- Sonates d'Église de Wolfgang Amadeus Mozart

#### Collection Accord Baroque (Universal)
- Concertos et Symphonies pour Prague de Jan Dismas Zelenka (réédition)
- Stabat Mater / Salve Regina de Giovanni Battista Pergolese (réédition)
- Concerts en sextuor de Jean-Philippe Rameau
- Office des ténèbres du vendredi saint de Jan Dismas Zelenka

#### Label Cyprès
- 9 Leçons de Ténèbres de Franz Xaver Richter, Diapason 5
- Suites de Simphonies de François Francoeur et Jean-Philippe Rameau,  ffff Télérama
- Corelli & Co Diapason 5
- A Tre Violini
- Stabat Mater de Girolamo Abos, Giuseppe Tartini et Francesco Gasparini

#### Label Mirare
- Concerts Royaux et Les Goûts Réunis de François Couperin
- Concertos et Suites de Georg Philip Telemann
- Pirame et Thisbé de François Rebel et François Francœur, ffff Télérama
- Concertos pour clavecin de Johann Sebastian Bach, Disque de l'année 2009 pour Classica et Gramophone
- Sonate a violino ed altri strumenti… de Giovanni Battista Fontana, 5 pour Muse Baroque
- Concertos pour violoncelle de Jean-Louis Duport

#### Label Alpha - Collection Château de Versailles
- Henry Madin – Te Deum pour les Victoires de Louis XV de Henri Madin, Choc de Classica, ffff Télérama

#### Label Château de Versailles Spectacles
- La Guerre des Te Deum de Esprit-Antoine Blanchard et François Colin de Blamont, avec le Chœur Marguerite Louise, Clic de Classic News et 5 de Diapason